# Senohrad
Senohrad és un poble i municipi d'Eslovàquia. Es troba a la regió de Banská Bystrica. La primera menció escrita de la vila es remunta al 1135.

## Demografia
| Godina             | 1994 | 2004   | 2014   | 2024   |
| ------------------ | ---- | ------ | ------ | ------ |
| Nombre de persones | 719  | 779    | 785    | 713    |
| Diferència         |      | +8,34% | +0,77% | −9,17% |

| Godina             | 2023 | 2024   |
| ------------------ | ---- | ------ |
| Nombre de persones | 716  | 713    |
| Diferència         |      | −0,41% |